# ソマリア共和国

ソマリア共和国
Jamhuuriyadda Soomaaliyeed（ソマリ語）
الجمهورية الصومالية（アラビア語）
Repubblica Somala（イタリア語）
Somali Republic（英語）

ソマリア共和国（ソマリアきょうわこく、 ソマリ語: Jamhuuriyadda Soomaaliyeed、アラビア語: الجمهورية الصومالية、イタリア語: Repubblica Somala、英語: Somali Republic）は、イタリア信託統治領ソマリアとソマリランド国が統一したことによって存在した国家である。
この政権は1969年まで続き、最高革命評議会（SRC）が1969年ソマリアクーデターによって権力を掌握し、国名をソマリア民主共和国へと変更した。